# Heinrich Kaehler
Johann Heinrich Daniel Kaehler (* 22. Februar 1804 in Rostock; † 5. November 1878 in Güstrow) war ein deutscher Bildhauer.

## Leben

### Kindheit in Rostock 1804–1820
Heinrich Kaehler wurde 1804 in Rostock im „Haus zum Goldenen Löwen“ (Lange Straße) als Sohn eines Tischlermeisters geboren. Der Vater vermittelte dem talentierten Jungen 1820 eine Ausbildung bei dem berühmten preußischen Hofbildhauer Johann Gottfried Schadow. Dieser hatte das 1819 enthüllte Blücher-Denkmal für Rostock geschaffen und bei der Vorbereitung der Aufstellung im August 1819 wohl den Tischler Kähler kennengelernt.

### Ausbildung in Berlin 1820–1826
Am 22. April 1820 begleitete Kähler seinen Sohn selbst nach Berlin zu Schadow, in dessen Hause Heinrich wie ein Sohn liebevolle Aufnahme findet. Dieses und weitere Informationen der folgenden Jahre erfahren wir aus den überlieferten Aufzeichnungen des Meisters. Zur Ausbildung gehörten zunächst Zeichnen und Modellieren nach Vorlagen. Schadow schien über die Fortschritte seines Schülers sehr zufrieden gewesen sein, schon bald beauftragte er ihn, Kopien anzufertigen von Büsten und ganzfigurigen Statuen wie beispielsweise den antiken „Diskobolos“ und den „Faun“ des schwedischen Bildhauers Johan Tobias Sergel. Bereits als Achtzehnjähriger durfte Kaehler 1822 auf der in zweijährigem Abstand stattfindenden Berliner Akademieausstellung mit zwei selbst „nach dem Leben“ modellierten Büsten als „Eleve“ Schadows vor die Öffentlichkeit treten. Schnell folgten weitere unter Aufsicht und Anleitung des Meisters modellierte Arbeiten: die Statuetten „Apostel Paulus“, „Melpomene“, „Genius Preußen“ und einige Büsten, darunter jene der kleinen Tochter des Meisters, Lida Schadow. Die Kataloge der Akademieausstellungen von 1824, 1826 und 1830 nennen Kaehler ebenfalls mit eigenen Werken. 1826 zog es Kaehler fort aus Berlin. Im August verabschiedete er sich bei seinem Lehrmeister, in dessen Werkstatt es kaum noch etwas zu tun gab, da die meisten offiziellen Aufträge inzwischen an das Atelier von Christian Daniel Rauch gingen. Zurück blieb ein nicht fertiggestelltes „Ruhendes Mädchen“, das heute als ein Werk Schadows – der hatte es vollendet – in der Nationalgalerie Berlin ausgestellt ist.

### Jahre in Rom 1826–1833
Zunächst führte die Reise ein paar Monate in die Heimat nach Rostock, dann Anfang Oktober weiter über Hamburg, Magdeburg, Dresden, Nürnberg, München, Bologna, Verona und Florenz nach Rom, wo Heinrich Kaehler Heiligabend eintraf. Durch ein Empfehlungsschreiben Schadows bekam er 1832 die Möglichkeit bei dem dänischen Bildhauer Bertel Thorvaldsen zu arbeiten, der in Rom einen seinerzeit außerordentlich großen Atelierbetrieb leitete. Ein hier entstandenes noch heute erhaltenes großes Marmorrelief schenkte Kaehler später seiner Tochter zu deren Hochzeit. Die Tätigkeit in Thorwaldsens Atelier endete bereits 1833. Am 3. September dieses Jahres verließ er Rom.

### Wanderjahre 1834–1836
In Mecklenburg-Schwerin regierte zu dieser Zeit Großherzog Friedrich Franz I. noch vom Schloss Ludwigslust aus, die alte Schweriner Residenz war schon lange nicht mehr standesgemäß. Der Enkel und Erbprinz Paul Friedrich hatte allerdings schon andere Pläne. Ab 1832 lässt er in Schwerin ein neues Hoftheater und den Marstall errichten, ab 1840 – er war seit 1837 selbst Großherzog – folgte das Arsenal am Pfaffenteich. Der Bau eines neuen Palais blieb dagegen zunächst Fundament, worauf unter seinem Nachfolger das Museum errichtet wurde. Nach dem frühen Tod Paul Friedrichs 1842 nahm sein Sohn Friedrich Franz II. konkrete Planungen zum Um- und Neubau eines repräsentativen Schlosses auf. In diese Phase einer regen Bautätigkeit in der Schweriner Residenz kehrte Heinrich Kaehler zunächst in seine Heimat nach Rostock zurück. Hoffnungen, sich als Bildhauer an der plastischen Ausschmückung der Bauten beteiligen zu können, wurden schnell enttäuscht. Der umfangreiche Schlossbau begann nach langwierigen Planungen erst fast 20 Jahre später. Die erneute Abreise aus der Heimat schien Kaehler auf Grund fehlender Aufträge daher nicht schwergefallen zu sein. Es zog ihn nun als wandernder Bildhauer nach Frankreich, wo er neben theoretischen Studien auch einige Privataufträge erfüllte, um sich ein geringes Einkommen zu sichern. Wohl schon 1836, aber spätestens Anfang 1837 zog es ihn weiter nach London, einem attraktiven Kunstmarkt jener Zeit.

### Jahre in London 1837–1846
In England stand Mitte des 19. Jahrhunderts der Kapitalismus mit einer boomenden Wirtschaft in voller Blüte. Erfolgreiche Unternehmer und vermögender Adel schufen einen attraktiven Markt für Kunst aller Art. Zahlreiche deutsche Bildhauer haben für englische Auftraggeber gearbeitet. So fiel es auch Heinrich Kaehler nicht schwer, ein zahlungskräftiges Publikum für seine Arbeiten zu finden. Auch wenn die Londoner Zeit nicht umfassend erforscht ist, gibt es doch einige Informationen aus diesen Jahren. 1837 erfahren wir erstmals von Kaehlers Teilnahme an der Ausstellung der Royal Academy of Arts in London mit zwei Büsten. Weitere Ausstellungen folgten 1838 und 1839 sowie 1842 bis 1844. Aus der Familienüberlieferung erfahren wir, dass Heinrich Kaehler am 28. April 1838 in London Louise Eulalie Bigot, Tochter eines französischen Bürgermeisters, heiratete. Die Braut war Nichte des irischen Dramatikers James Sheridan Knowles, bei dem sie als Halbwaise lebte. Schnelle künstlerische Erfolge durch Aufträge für Büsten, Grabmäler sowie Wappenschilde und andere Bauplastik für Schlösser im Umland der Stadt bis hin nach Schottland erlaubten es dem Ehepaar ein kleines Haus am Rande von London zu erwerben und eine Familie zu gründen. Die Kinder Eulalie (1839–1906), Heinrich, Sheridan (* 1842) und Alaric (1844–1898) wurden hier geboren.

### Fabrikbesitzer in Mecklenburg 1847–1878

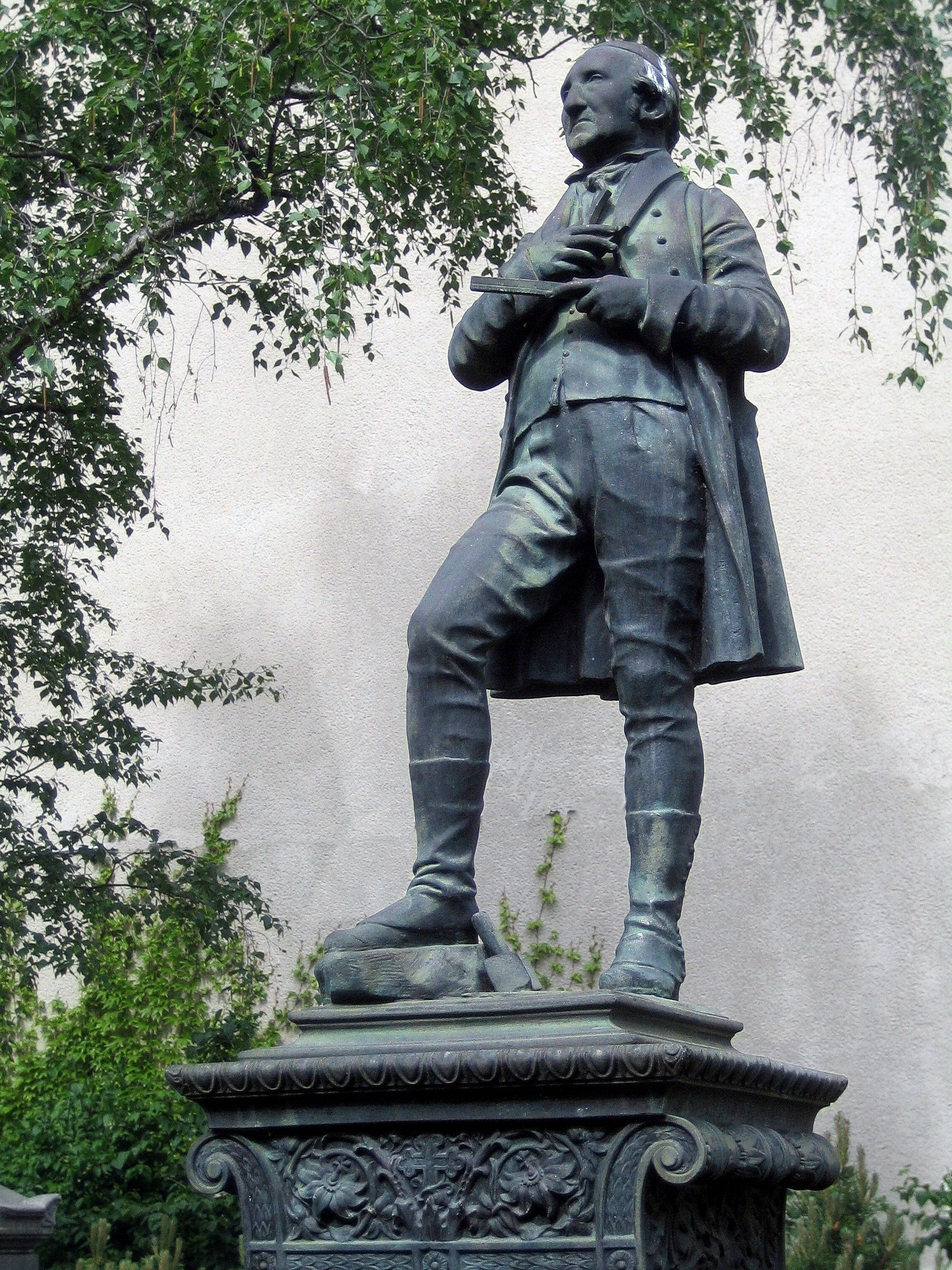
Grabmal Schadow in Berlin von H. Kaehler

Als 1846 in Güstrow Kaehlers Schwager Carl Anderssen starb, hinterließ er seiner Witwe eine Eisengießerei und Maschinenfabrik. Auf eindringliches Bitten seiner Schwester verließ Heinrich Kaehler mit seiner Familie London und kehrte nach Mecklenburg zurück. Die neue Aufgabe als Fabrikbesitzer forderte von nun an sein ganzes Augenmerk, so dass eine weitere Tätigkeit als Bildhauer kaum noch möglich ist. In Güstrow wurden dem Ehepaar noch weitere drei Kinder geboren: Carl (* 1847), Elisabeth Betsy (* 1849), und ein tot geborenes Mädchen (1851). Nach letzterer Geburt stirbt auch Louise Kaehler gerade 40 Jahre alt, die Witwe Anderssen wird „Ersatzmutter“ der Kinder. Die „Eisengießerei Heinrich Kähler“ war in den 1850er Jahren insbesondere mit der Fertigung landwirtschaftlicher Maschinen erfolgreich. Zur Produktion gehörten aber auch gusseiserne Grabkreuze, Gartenbänke und -tische sowie gusseiserne Produkte aller Art. Die Modelle entwarf Kähler natürlich selbst. Nach einem erfüllten Leben schloss sich 1878 der Lebenskreis Heinrich Kaehlers. Die Ruhestätte mit einer bereits 1851 gefertigten gusseisernen Grabplatte befand sich auf dem Güstrower Gertrudenfriedhof. In den 1930er Jahren soll die Grabplatte von Kindern zerschlagen worden sein.

## Leistungen
Heinrich Kaehlers künstlerische Leistung ist heute kaum noch bekannt, obwohl – oder vielleicht gerade weil – er als der letzte Schüler Schadows in der berühmten Berliner Bildhauerschule seine Ausbildung bekam. Der alternde Schadow hatte seinen Rang bereits an den jüngeren Christian Daniel Rauch verloren, dessen Werk – und das seiner Werkstatt – nun bestimmend war. Erschwerend kommt hinzu, dass Kaehler nicht an einem Ort allein wirkte, sondern an verschiedenen Orten Europas, was eine (noch notwendige) Erforschung seines Wirkens sehr erschwert.

## Werke

### Aus der Berliner Zeit
- „Faun“ (Kopie nach Johan Tobias Sergel)
- „Diskobol“ (Kopie nach der Antike)
- „Paris“ (Kopie nach Ridolfo Schadow)
- Büste „Informator Schulz“?
- Büste „Robert Wilhelm Bunsen“?
- „Apostel Paulus“
- Büste Martin Luther (nach einem Entwurf Schadows)
- Statuette „Friedrich II. mit den Windspielen“ (nach einem Entwurf Schadows)
- Büste „Selbstbildnis“ (zerstört, da nicht gelungen)
- Statuette „Melpomene“
- Statuette „Knabe als Genius Preußen“
- Büsten „Herr und Frau Franz“?
- Büste „Frl. Kaehler“ (Schwester des Künstlers)
- „Ruhendes Mädchen“ (von Schadow 1826 vollendet)
- Büste Johann Gottfried Schadow
- Statuette Johann Gottfried Schadow (1851 als dessen Grabmal in Berlin aufgestellt)
- Statuette „Maria mit dem Christuskinde“
- Statuette „Sogenannte Tochter des Lykomedes als Muse Polyhymnia restauriert“

### Auf der Reise in München modelliert
- „Weibliche Büste“

### Aus der Zeit in Rom
- „Perseus mit dem Haupte der Medusa“
- Statue „Paris“
- „Hero und Leander“
- Relief „Odysseus, den Knaben Achilles unter den Frauen hervorlockend“ (unter Anleitung Thorvaldsens)

### Aus der Zeit in London
- Büste „Selbstbildnis“
- Büste „Mademoiselle de Schultze“
- „Zwei Kinder mit Hund“
- „Nymphe“ („Aus dem Bade kommendes Mädchen“)
- Büste „Miss Elphinstone“
- Statuette „F. Sheridan Knowles“
- Büste „Louise Kaehler, geb. Bigot“
- Büste „James Sheridan Knowles“
- Statuette eines Knaben
- „Sheridan Knowles’ Mutterliebe“ („The mothers face is turned upon her girl“)
- Idealporträt William Shakespeare

### Aus der Zeit in Güstrow
- Büste „Carl Anderssen“ (Schwager des Künstlers)
- Büste Hans Graf von Schlitz
- Büste (Franz Christian) Lorenz Karsten
- Büste Johann Heinrich von Thünen
- Grabplatte Kaehler
- Modelle von Grabkreuzen, Grabgittern, Gartenmöbeln etc. für die eigene Eisengießerei.